# Michel Plessix
Pour les articles homonymes, voir Plessix.
Michel Plessix est un dessinateur français, né le 10 novembre 1959 à Saint-Malo en France et mort le 21 août 2017 à Saint-Coulomb.

## Biographie
Issu d'une vieille famille malouine, Michel Plessix décide de devenir auteur de bande dessinée à l'âge de douze ans après la lecture de Comment on devient créateur de bande dessinée de Philippe Vandooren, ouvrage sur Jijé et Franquin. Après son baccalauréat, il quitte Saint-Malo pour Rennes  où il effectue une première année de médecine à l'université de Rennes-I et commence une année aux Beaux-Arts tout en se rapprochant de[C'est-à-dire ?] l'école rennaise de bande dessinée du boulevard Jacques-Cartier dont Jean-Claude Fournier, qu'il est venu rencontrer en 1975, et de la librairie M'enfin de son ami Bernard Kervarec. Depuis lors, il travaille au 5, rue du Chapitre, dans le vieux Rennes. Sensible à la culture bretonne, il pratique alors notamment l'accordéon diatonique. Ses débuts de dessinateur se font donc en Bretagne, pour quelques affiches de fest-noz (Les Rigodailles) ou plaquettes de communication pour la ville de Rennes (Allo ma puce, 1986), tout en nourrissant son intérêt pour le neuvième art, contracté initialement par la lecture du magazine Spirou. 
Après un court récit dans 2000 ans d'histoire de la Bretagne en bandes dessinées (1983) chez IDprogram, une première expérience au crayonné de l'album Défi dans l'Atlantique (1984), une autre comme coscénariste (Mark Jones, coscénarisé et dessiné par Jean-Luc Hiettre, prépublié dans le magazine breton Frilouz, publié chez Souny en 1987), quelques participations dans le fanzine Dommage et une participation à l'expérience Frilouz (1982-1985), il « se fait remarquer » avec un second album de bande dessinée en 1988 chez Milan (La déesse aux yeux de Jade) avec le scénariste rennais Dieter et la coloriste Isabelle Rabarot, après la prépublication de ce récit dans le mensuel Mikado. 
Puis, pour un jeune éditeur débutant alors, Guy Delcourt, il se lance dans une première série qu'il co-scénarise, toujours avec Dieter : Julien Boisvert (1989-1995),   « qui obtient un succès tant critique que public ».
Souhaitant œuvrer désormais seul, il s'oriente ensuite vers la bande dessinée animalière en adaptant le roman de Kenneth Grahame, Le Vent dans les saules avec Le Vent dans les saules (1996-2001) dont le troisième tome lui vaut en 2000 le Prix du Public au festival d'Angoulême. La série est traduite dans une quinzaine de langues et compte 200.000 lecteurs. Michel Plessix, qui a l'habitude de se rendre à Essaouira pour bâtir l'adaptation du roman, prolonge ensuite l'histoire de ces animaux dans une série personnelle : Le Vent dans les sables (2005-2013). Ces deux dernières séries  constituent ses chefs-d'œuvre selon lui.
Ponctuellement, il scénarise aussi quatre albums chez Dargaud : les deux tomes de la série Les Forell en 1997 et 1998 avec le dessinateur Bruno Bazile et les deux derniers tomes de la série animalière La Famille Passiflore de Loïc Jouannigot : La Chasse au Trésor (2014) et Mélodie potagère (2015).
Séparé des éditions Delcourt, longtemps son éditeur de référence, Michel Plessix conclut une collaboration avec le scénariste Frank Le Gall, pour lequel il dessine l'album Là où vont les fourmis qui paraît en 2016 chez Casterman.
Lauréat du Prix de l'affiche au 36e Quai des Bulles de Saint-Malo, festival dont il est proche, il déclare « Je n'y croyais plus. Cela fait quatre ans que ce sont des jeunes.[..] J'en ai longtemps rêvé. Alors, l'avoir, c'est le bonheur. ». Il dessine donc l'affiche de l'édition suivante. 
En trois décennies de métier, Michel Plessix a dessiné quinze albums qu'il a également soit scénarisés, soit coscénarisés, et a également scénarisé quatre albums pour autrui. Michel Plessix meurt des suites d'une crise cardiaque à Saint-Malo dans la journée  du 21 août 2017. Il préparait alors un nouvel album pour Delcourt , À L’Ombre des Saules, une nouvelle déclinaison de sa série la plus connue. 

### Famille
L'historien malouin Gilles Foucqueron est son beau-frère.

## Œuvre

### Dessinateur
- Ed et Benjamin, éd. Milan (rééd. Delcourt)
- La Déesse aux yeux de jade, Milan, 1988
Scénario : Dieter - Dessin : Michel Plessix - Couleurs : Isabelle Rabarot

- Julien Boisvert, éd. Delcourt
  1. Neêkibo, 1989
  2. Grisnoir, 1991
  3. Jikuri, 1992
  4. Charles, 1995

- Le Vent dans les saules, éd. Delcourt
  1. Le bois sauvage, 1996
  2. Auto, Crapaud, Blaireau, 1998
  3. L'échappée belle, 1999
  4. Foutoir au manoir, 2001

- Le Vent dans les sables, éd. Delcourt
  1. L'invitation au voyage, 2005
  2. Étranges étrangers, 2007
  3. La tentation du désert, 2009
  4. Le chant des dunes, 2011
  5. Du souk dans la casbah, 2013

- Là où vont les fourmis, scénario de Frank Le Gall, couleurs de Sébastien Orsini, éd. Casterman, 2016

#### Participation à des collectifs
- Défi dans l'Atlantique, dessin d'Yves Magne, aidé de Jocelyn Gille et Michel Plessix, scénario de Bruno Bazile, Soracom, 1984.

- La Fontaine aux fables, éd. Delcourt
- L'Or des fous : coffret comprenant un album CD (Universal) de Bernard Lavilliers couplé à un album bédé (éd. Soleil) [11]
- Gainsbourg volutes 3, éd. Soleil
- Coincidences, éd. On a marché sur la bulle

- 2000 ans d'histoire de la Bretagne en bandes dessinées, éd. IDprogram
- Dinosaures morts ou vifs
- BD d'enfer, éd. Delcourt
- Du Souchon dans l'air, éd. Delcourt
- L'arbre des deux printemps, éd. du Lombard par Will, Rudy Miel & co
- Souvenirs de films, éd. du Lombard, sous la direction de Jean-Pierre Eugène
- Innuat, en quête de mémoire, éd. Paquet
- En mâles de nus, éd. Attakus, sur des textes de Virginie Grener

### Scénariste
- Mark Jones, éd. Lucien Souny (dessins et coscénario de Jean-Luc Hiettre)
  1. Pas de banane pour Miss Blanquette, 1987
- La déesse aux yeux de jade, coscénario avec Dieter, éd. Milan puis éd. Delcourt
- Julien Boisvert, éd. Delcourt (coscénario avec Dieter)
  1. Neêkibo, 1989
  2. Grisnoir, 1991
  3. Jikuri, 1992
  4. Charles, 1995

- Les Forell, éd. Dargaud (dessins de Bruno Bazile)
  1. Gelda, 1997
  2. Marcel l'embrouille, 1998 (coscénario Bernard Kervarec)
- Le vent dans les saules, éd. Delcourt 4 tomes
- Le vent dans les sables, éd. Delcourt, 5 tomes

## Prix
- 1993 : Prix des libraires de bande dessinée pour Julien Boisvert t. 3 : Jikuri (avec Dieter)
- 1996 : Prix du jury œcuménique de la bande dessinée pour Julien Boisvert, t. 4 (avec Dieter)
- 2000 : 
  - Alph'Art du public au festival d'Angoulême pour Le Vent dans les saules t. 3 : L'Échappée belle
  -  Prix Max et Moritz de la meilleure publication de bande dessinée pour enfants et adolescents avec Le Vent dans les saules
- 2016 : Prix de l'affiche au 36e Quai des Bulles de Saint-Malo.